# Phyllis Laryea
Phyllis Laryea ist eine ehemalige ghanaische Leichtathletin, die sich auf den Sprint spezialisiert hatte.

## Sportliche Laufbahn
Erste internationale Erfahrungen sammelte Phyllis Laryea vermutlich im Jahr 1965, als sie bei den Afrikaspielen in Brazzaville mit der ghanaischen 4-mal-100-Meter-Staffel in 49,1 s gemeinsam mit Alice Annum, Rose Hart und Habibah Atta die Silbermedaille hinter dem nigerianischen Team gewann.